# (500420) 2012 TJ131
(500420) 2012 TJ131 es un asteroide perteneciente al cinturón de asteroides, descubierto el 8 de noviembre de 2007 por el equipo del Spacewatch desde el Observatorio Nacional de Kitt Peak, Arizona, Estados Unidos.

## Designación y nombre
Designado provisionalmente como 2012 TJ131.

## Características orbitales
2012 TJ131 está situado a una distancia media del Sol de 3,073 ua, pudiendo alejarse hasta 3,625 ua y acercarse hasta 2,520 ua. Su excentricidad es 0,179 y la inclinación orbital 2,462 grados. Emplea 1967,67 días en completar una órbita alrededor del Sol.
Los próximos acercamientos a la órbita de Júpiter se producirán el 22 de junio de 2043, el 16 de marzo de 2053 y el 30 de diciembre de 2102, entre otros.

## Características físicas
La magnitud absoluta de 2012 TJ131 es 17,2.